# Gogoro
睿能創意股份有限公司（英語: Gogoro Inc.),略称として睿能創意またはGogoroは電動バイクの開発と販売及び電池交換施設を主業務とする  台湾 の ベンチャー 企業。
2011年Gogoroは陸學森(Horace Luke) とMatt Taylorにより設立された。 設立当初Gogoroは尹衍樑(Samuel Yin)と王雪紅(Cher Wang)からの 5000万 USドル を獲得し元手とした。2014年10月Gogoroは投資家たちから追加で1億USドルの Bラウンドの資金 を獲得。2015年11月Gogoroはパナソニック と 台湾政府の行政院国家発展基金から新ラウンドの投資資金を獲得、Smartscooterイノベーターの資本を1.8億USドルまで増資した 。 2015年3月30日、Gogoroは台北市信義区松壽路18号にグローバル体験センター旗艦店を開設、この日はGogoroの"誕生日"となった。 2017年5月31日Gogoroは台北市信義区のグローバル体験センターを閉じた。
2017年9月20日Gogoroは３回目の増資が完了したことを発表、再度３億ドル（約90.23億台湾ドル）の獲得に成功。新規に海外から投資に参加した企業の中にはシンガポールのテマセク・ホールディングス、アル・ゴア元アメリカ合衆国副大統領の創立したGeneration Investment Management、フランスに基盤を置く電気事業者・ガス事業者であるENGIE、及び日本の総合商社である住友商事が含まれていた。
Gogoro Smartscooter は2015年1月にラスベガスの 家電ショー （CES）で発表され、Gogoro初のコンシューマ製品となった。同時に、GogoroはGogoro Energy Networkと称する、バッテリー交換ネットワークを発表した。

## 製品

### Smartscooter
Gogoro Smartscooter はGogoroの生産する電動スクーターシリーズである。 台湾の電動スクーターの分類では普通重型電動機車(５〜４０馬力)に属する。内部には2本の120セル パナソニック18650 リチウムイオン電池を採用し動力源とする。現在Gogoroは電池について月払い制度を採用しており、Gogoroの設置したGoStationのバッテリー交換ステーションでスピーディーにバッテリー交換をすることができる。
現在既にGogoro、Gogoro PlusのGogoro Sと二人乗りクラスのGogoro2とGogoro2 PLusの５モデルをラインナップ、廉価版のGogoro LiteはGogoro2シリーズ発売後に廃盤となった。これらのモデルは要望によって外観を変更したり、オプションパーツを購入することによって顧客の異なる嗜好に対応することが可能である。（特にGogoro2については改変可能部分が多い。）ボディの色についてGogoro Plusでは７色から選択が可能となっている。Gogoro SについてはGogoroの中でもっとも加速能力に優れたモデルとなっている。公式発表では0−50km/hでの加速が3.7秒となっている。

#### Gogoro1シリーズ

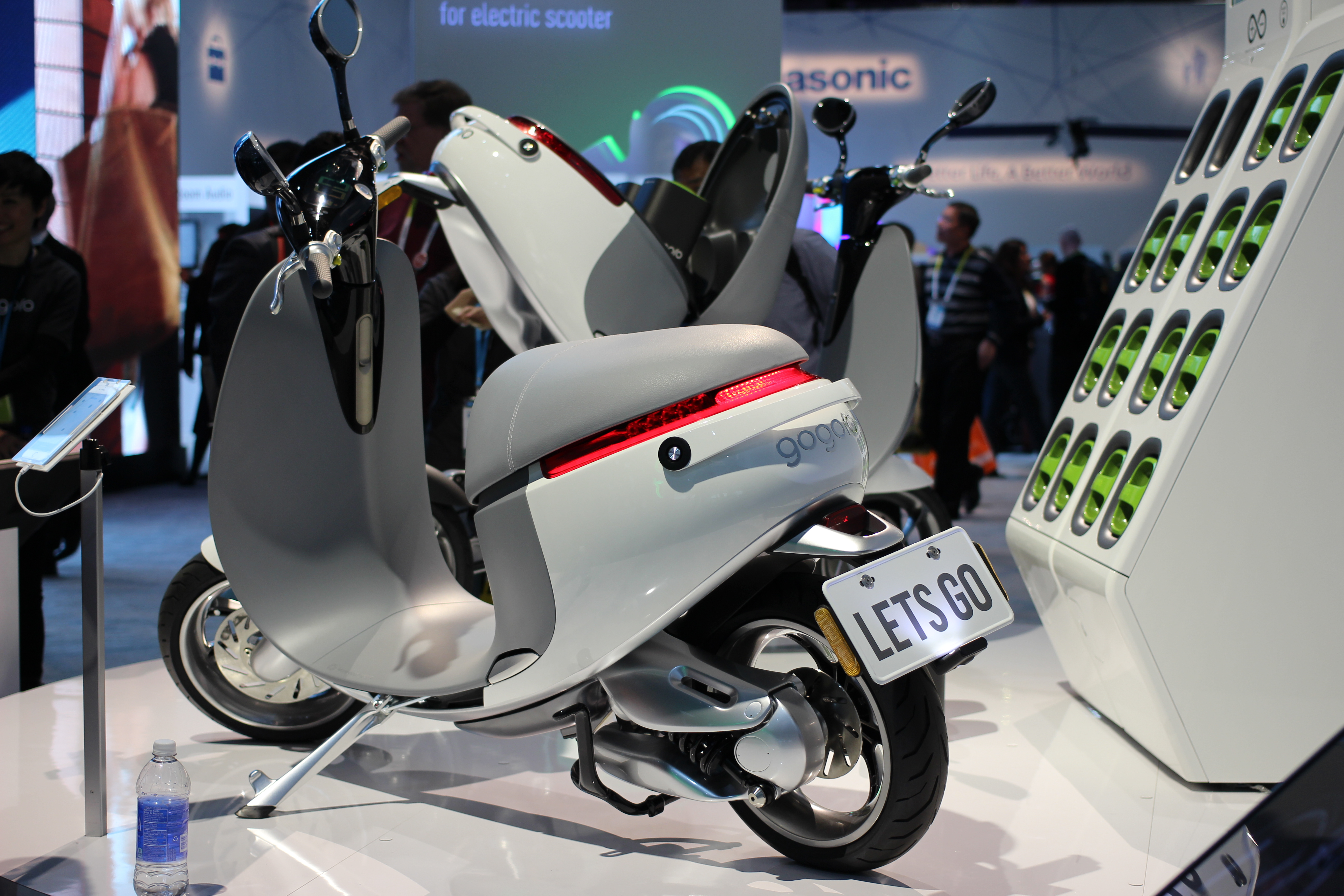
Gogoro1シリーズで初のCESが2015年にデビュー

Gogoro1シリーズはCES2015で展示会デビューを果たし、その優れた性能、個性的外観やハイテク感満載のスマート機能、更には電池交換システムのコンセプトから多数メディアからの好評を得た。(注:CES2015発表時にはシリーズは存在せず、Gogoro2シリーズが加えられたため、Gogoro１シリーズと区別している。) Gogoro1シリーズ公式動画
製品のポジショニングについて、Gogoro1シリーズの開発途中では新機軸を新たに築くことを旨とし、従来の電動スクーターに対するマイナスイメージを払拭することを目標とした。Gogoro1シリーズでは「イノベーション」「乗る楽しさ」及び「風格」に重きを置き、開発中の不確定要素から、二人乗りの需要に対しては短期的に「1.5人乗り」ということで対応している。

##### 動力
動力としてのモーターは、独自に設計、生産されるG1アルミニウム合金水冷永久磁石同期モータである。小型ながら中には66mの無酸素銅線が巻かれている。G1モーターの仕様としては3250rpmで最大効率の6400W、馬力換算では8.58馬力、最大トルクは0~2250rpm時に出力25Nmを発揮し、減速機とゲイツ社カーボンベルトにより後輪軸スプロケットに伝達されたトルクは161Nmに達する。Gogoro1シリーズは4.2秒で50km/h(オプション249台湾元で加速性能アップグレードした場合)に達し、最高速度は95km、40km/h の定速で走行した場合には航続距離100kmと優れたスペックで大衆の電動スクーターに対するイメージを次第に変えつつある。
Gogoro G1モーター公式動画

##### スマートテクノロジー
Gogoro Smartscooter全モデルで多数のスマートテクノロジーを採用し、全体で80個のセンサー（バイク本体30個、電池各25個）が搭載されている。iQ Systemスマートシステムと連携し騎乗状況の記録、バイク状況の分析、スマートテクノロジーによる動力曲線の調整、各ユーザー向けのカスタマイズなどが行える。2016年1月、Gogoroは大型アップデートを実施した。iQシステム2.0では、"スマートデバイスワイヤレスアンロックKeyless機能"により、GogoroAppを通してスクーターのロック、解錠及び収納スペース解錠を可能とし、Apple Watchからの操作もサポートしている。

### Gogoro Energy Network
Gogoro Energy NetworkはGogoro App、Gogoroスマートバッテリー、GoStationのバッテリー交換ステーション、GoChargerスマートバッテリーチャージャーからなるエネルギーネットワークである。 Gogoro Energy Networkについてはこちら から多くの情報を得ることができる。

#### GoStation
GoStationはGogoro Smartscooterのために設置されるバッテリー交換ステーションである。現在421箇所のGoStationがバッテリー交換エネルギーネットワークを構成しており、日々その数を増やしている。現在24時間のバッテリー交換サービスを提供しており、Gogoro Appを利用することで最寄りのバッテリー交換ステーションを探すことができる。 バッテリー交換時には、GoStationと電池が運転状況の同期を行い、画面にバッテリーに関する情報、走行距離が表示され、同時にスクーター状況のチェック、サービスセンターでSmartscooterのメンテナンスの必要性があるかどうかのアドバイスも行われる。通常は画面に天気予報やGogoroから最新のプロモーションキャンペーン、距離ポイントのチャージサービスなどが表示される。
現在、ガソリンスタンド、コンビニエンスストア、スーパー、MRT（地下鉄）の駅など協力してGoStationの設置が行われている。
Gogoro公式サイト ではGoStation住所、営業時間、バッテリー交換ステーションの画像などが検索できる。
2017年7月28日、Gogoroは台湾新北市に初のソーラー発電GoStationをオープンした。
しかしながら、Gogoro2の販売が大盛況となっており、特定の地区ではGogoro Energy Networkが充電された十分な数量の電池を提供できない状況が生じ始めている。ほかにもユーザーが特定のGoStationバッテリー交換ステーションで、充電進行中表示の部分が隠されていることを発見し、Gogoroはこれに対し「ユーザーが電池充電中の表示を見ると電池交換ができないと誤解する恐れがあるため表示を隠した」と表明し、議論や不満を引き起こした。

#### 電池
一本のバッテリーは120セルの パナソニック 18650リチウムイオン電池 で構成され重量は約9kg、外装はアルミニウム合金で覆われ堅牢かつ防水性能を備える。また電池のハンドルは破断しにくい設計がなされている。NFCとSmartscooterを通して運転状況を同期し、エネルギー使用データ及び車体状況を逐次収集することができる。
各バッテリーは43.2V、30.3Ahの電力を提供し、これは1.37kWh（キロワットアワー/キロワット時）のエネルギーに相当する。
中華民国経済部の台湾国産化政策の下、新車購入時の補助は国産電池であることが基本とされ、業者が台湾国産電池を採用しないならば、政府は将来的に新車購入補助を交付しないとしている。Gogoroは現在電池国産化準備中の段階にあり、現在車内でテストを行なっている最中である。現在使われているパナソニック電池と同等性能が採用の条件であり、2017年末までに完了が見込まれている。

#### GoCharger
2015年6月、Gogoroは将来的に家庭用の充電器を開発することを発表した。
Gogoro2016年CESでGoChargerスマートバッテリーチャージャーを発表、同年8月からは業者が申請によりGoCharger急速充電ステーションを設置できるようにするが、エンドユーザーは現段階で充電器を購入することができないとした。2017年初め、サービス開始から間もない台湾南部での充電困難な状況を打開するため、特定地区に限ってGoCharger（型番GC11）とGoCharger Plus(型番GC12)スマートバッテリーチャージャーを個人向けに毎月149台湾元(GoCharger)及び249台湾元(GoCharger Plus)で貸し出し、更に追加ボーナスとして50km分の搭乗可能距離を上乗せした。

#### 月々のプラン（台湾国内向ニュー台湾ドル:TWD）
| プラン                 | 暢遊299   | 暢遊499   | 暢遊799   | 暢遊1199  | 自在399 | 自在599 |
| ---------------------- | --------- | --------- | --------- | --------- | ------- | ------- |
| 距離(km)               | 100       | 300       | 600       | 1000      | 150     | 400     |
| 距離オーバー時         | 2.5TWD/km | 2.5TWD/km | 1.5TWD/km | 1.5TWD/km | 1TWD/km | 1TWD/km |
| 回数無制限の電池交換   | v         | v         | v         | v         | v       | v       |
| 電池紛失・破損時の保証 | v         | v         | v         | v         | v       | v       |
| 定期メンテナンス       | v         | v         | v         | v         | x       | x       |
| 加速性能アップグレード | 249TWD    | 249TWD    | 249TWD    | 249TWD    | 249TWD  | 249TWD  |

### その他の物品
電動スクーターとオプションパーツの他に、GogoroではTシャツやコート、ジャケット、ヘルメットなどの商品も販売し、ユーザーのバイク搭乗時のニーズに応えている。

## 販売数(登録台数）
- 2015年：3893 台
- 2016年：13038 台
- 2017年：34347 台
- 2018年：63,846台（2018年11月までに積算）

## 各国での展開（台湾以外）

### ドイツ
- ベルリン

### フランス
- パリ

### 日本
- 石垣島

## 争議
- 台湾行政院環境保護署は2015年7月20日《2サイクルバイクの淘汰及び、電動スクーター新規購入補助法》の告示修正発表を行い、中でも普通重型電動機車の補助が比較的多く、Gogoroの電動スクーターが現段階で台湾で唯一分類に該当すること、修正告示の施行日がGogoroの引き渡し日より前になることを強調し、Gogoroに便宜を図ったのではないかと疑われた 。
- Gogoroの初期の定価は一般の125ccガソリンエンジンスクーターと比べて非常に高価（台湾での一般的な125ccスクーターが約5-8万台湾元≒日本円で17.5ー28万円なのに対し12.8万台湾元）で、インターネット上で価格が高すぎるという多くの議論を引き起こした。台湾中央研究院の研究員朱敬一は「12.8万台湾元のスクーターを買えるような若者向けでは、裏に格付けの意図があるのではないか、現在6割以上の若者の給料が3万台湾元以下の状況なのに、このような値付けをするとは」。Gogoroの総責任者陸学森が雑誌の取材時に応えて「台湾人は皆価格だけを気にしていて、品質には無頓着だ。粗悪品ばかりを買って、長期的では結局多くを出費している。これは台湾産業の不幸な循環である。」と述べた。